# National Provincial Championship 2023
El National Provincial Championship 2023 fue la cuadragésimo octava edición y la decimoctava con el formato actual del principal torneo de rugby profesional de Nueva Zelanda.

## Sistema de disputa
Cada equipo juega 5 partidos en condición de local y 5 de visita, totalizando 10 encuentros. 
- Los mejores ocho equipos de la tabla clasificaran a los cuartos de final del torneo.

## Fase de grupos
|  | Clasificado a cuartos de final. |

| Pos. | Equipo           | Encuentros | Encuentros | Encuentros | Encuentros | Tantos | Tantos | Tantos | PB | PB | Puntos |
| Pos. | Equipo           | PJ         | PG         | PE         | PP         | F      | C      | Dif    | BO | BD | Puntos |
| ---- | ---------------- | ---------- | ---------- | ---------- | ---------- | ------ | ------ | ------ | -- | -- | ------ |
| 1.º  | Wellington       | 10         | 9          | 0          | 1          | 299    | 148    | 151    | 6  | 1  | 43     |
| 2.º  | Taranaki         | 10         | 7          | 0          | 3          | 300    | 217    | 83     | 8  | 2  | 38     |
| 3.º  | Canterbury       | 10         | 6          | 0          | 3          | 351    | 271    | 80     | 9  | 4  | 37     |
| 4.º  | Bay of Plenty    | 10         | 7          | 0          | 3          | 285    | 241    | 44     | 6  | 1  | 35     |
| 5.º  | Hawke´s Bay      | 10         | 7          | 0          | 3          | 304    | 264    | 40     | 5  | 1  | 34     |
| 6.º  | Auckland         | 10         | 6          | 0          | 4          | 291    | 243    | +48    | 6  | 2  | 32     |
| 7.º  | Tasman           | 10         | 6          | 0          | 4          | 230    | 206    | +24    | 5  | 2  | 31     |
| 8.º  | Waikato          | 10         | 5          | 0          | 5          | 282    | 253    | +29    | 7  | 2  | 29     |
| 9.º  | Counties Manukau | 10         | 4          | 0          | 6          | 280    | 316    | -36    | 7  | 1  | 24     |
| 10.º | North Harbour    | 10         | 4          | 0          | 6          | 272    | 295    | -23    | 3  | 3  | 22     |
| 11.º | Otago            | 10         | 3          | 0          | 7          | 213    | 294    | -81    | 4  | 2  | 18     |
| 12.º | Northland        | 10         | 2          | 1          | 7          | 243    | 282    | -39    | 4  | 3  | 17     |
| 13.º | Manawatu         | 10         | 2          | 0          | 8          | 199    | 423    | -224   | 4  | 0  | 12     |
| 14.º | Southland        | 10         | 1          | 1          | 8          | 197    | 293    | -96    | 2  | 1  | 9      |

## Fase final

### Cuartos de final
| 6 de octubre | Canterbury | 29 - 24 | Auckland |  |  |

| 7 de octubre | Wellington | 32 - 28 | Waikato |  |  |

| 7 de octubre | Taranaki | 34 - 18 | Tasman |  |  |

| 8 de octubre | Bay of Plenty | 28 - 38 | Hawke´s Bay |  |  |

### Semifinal
| 13 de octubre | Taranaki | 23 - 16 | Canterbury |  |  |

| 14 de octubre | Wellington | 24 - 25 | Hawke´s Bay |  |  |

### Final
| 21 de octubre | Taranaki | 22 - 19 | Hawke´s Bay |  |  |

| Bandera de Nueva Zelanda |
| Campeón Taranaki         |
| Segundo título           |